# 山地生态学
山地生态学是生态学的一个分支，研究地球山地和其他高地的生态系统。山地是由眾多山所在的地域，有別於單一的山或山脈，山地与丘陵的差别是山地的高度差异比丘陵要大，高原的总高度有時比山地大，有時相比較小，但高原上的高度差异較小，这是山地和高原的区分，但一般高原上也可能会有山地，比如青藏高原。
山地生态受气候的影响很大，气温随着高度的上升而下降，因此山地生态系统根据海拔高度形成不同的生态区。森林在中海拔地区常见，但随着高度上升，气候变得干燥，树林会逐渐过渡到草地和苔原。